# Kanuku
Die Kanuku Mountains (niederländisch Kanukugebergte, portugiesisch Montanhas Canucu) sind eine Berggruppe in Guyana. Sie befinden sich in der Region Upper Takutu-Upper Essequibo. Der Name bedeutet „Wald“ in der Sprache der Wapishana. Die Östlichen Kanuku-Berge und die Westlichen Kanuku-Berge sind getrennt durch den Rupununi. 2011 wurde das Gebiet als National Protected Area ausgewiesen.

## Geographie
Die Berggruppe liegt im Südwesten im Grenzgebiet von Guyana und Brasilien. Während der Rio Takutu westlich und nordwestlich der Berggruppe verläuft, teilt der Rupununi und seine Zuflüsse die Berggruppe von Süden nach Norden. Im Westen verläuft sich das Gebirge in einer großen Ebene zum Essequibo hin.
Der höchste Gipfel der Kanuku-Berge erhebt sich auf 1067 m, während die umgebende Savanne zwischen 120 m und 150 m liegt.

## Geschichte
Historisch gesehen war das Gebiet lange zwischen Brasilien und Guyana umstritten (Questão do Pirara - Pirara-Frage).

## Natur
Die Tieflandregenwälder sind Lebensraum von 53 % aller bekannten Vogelarten in Guyana und von 70 % aller Säugetierarten. Zu den bekannten Arten zählen Riesenotter (Ariranha), Harpyie und Arapaima.
2010 wurden Sorgen laut, dass die Fertigstellung der Takutu River Bridge und der zuführenden Straßen, welche das Küstengebiet von Guyana mit dem Inneren und der Brasilianischen Grenze verbindet, zu verstärkter Wilderei und Raubbau führen könnte.
2011 wurde das größtenteils unbewohnte Gebiet unter Naturschutz gestellt (National Protected Area). Es wird nun durch das Kanuku Mountains Project verwaltet. Das geschützte Gebiet umfasst 6.110 km². In dem Gebiet leben Macushi und der Wapishana in 21 Gemeinschaften, welche sich durch traditionelle Subsistenzwirtschaft und Jagd ernähren.